# Euryentmema australiana
Euryentmema australiana é uma espécie de gastrópode do gênero Euryentmema, pertencente a família Mangeliidae.